# Albert Dormoy
Pour les articles homonymes, voir Dormoy.
Albert Dormoy est un homme politique français né le 17 février 1862 à Bordeaux (Gironde) et mort le 26 octobre 1941  à Bordeaux. Son engagement politique à Bordeaux fait suite à celui de son père Pierre Jacques Dormoy.

## Biographie

### Famille et formation
Albert Dormoy est le fils de Pierre Jacques Dormoy (1825-1892) et de Jeanne Élisabeth Géraud (1835-1892). En 1893, il épouse Marie Fontanes (1866-1907). De ce mariage, naissent quatre enfants dont Jacques Dormoy (1896-1989) qui épouse Edmée de Boeck (1899-1973).

### Formation
Albert Dormoy est reçu au concours d'entrée à l'École polytechnique en 1881.

### Carrière professionnelle
Il débute comme ingénieur à la compagnie des chemins de fer du Midi. En 1891, il prend la direction d'une usine de fabrication de dynamite. En 1894, il reprend la fonderie de bronze et les ateliers mécaniques fondés par son père à Bordeaux.
Il est juge au tribunal de commerce de 1900 à 1903, conseiller municipal de Bordeaux de 1900 à 1904 : l'exemple de son père a sans doute entraîné son engagement politique. Il est élu député de la Gironde de 1902 à 1906, inscrit au groupe de l'Union démocratique. Il est vice-président de la chambre de commerce de Bordeaux de 1920 à 1924 et préside le syndicat patronal de la métallurgie de 1916 à 1931.
Grand philanthrope et patron social, il crée dès 1899 une société de secours mutuels pour les ouvriers de son usine.

## Publications
Albert Dormoy a écrit un livre de souvenirs : Jalons placés dans le champ de l'histoire 1872 - 1883 - 1903 - 1932.

## Distinctions
Albert Dormoy était chevalier de l'ordre national de la Légion d'honneur depuis 1920, officier d'Académie et officier de l’Étoile noire du Bénin.